# 四国の鉄道
四国の鉄道（しこくのてつどう）では、四国島内の鉄道について記す。2008年現在、四国4県相互間を結ぶ鉄道は旧国鉄の島内在来線を継承した四国旅客鉄道（JR四国）により運営されている。1988年に開業した瀬戸大橋線も本州側の児島駅まで同社により運営されており、四国島外との鉄道輸送も独占した形となっている。
島内中心部にある急峻な四国山地の存在のため、島を横断する都市間鉄道は土讃線以外になく、他3県の県庁所在地すべてと直通列車が運行されているのはJR四国の本社所在地でもある香川県高松市のみとなっている。また、旧国鉄の特定地方交通線の転換と鉄道建設公団工事線の継承を目的とした第三セクター鉄道2社がある。2019年3月まではいずれもJR四国と相互乗り入れを行っていたが、阿佐海岸鉄道についてはとりやめとなった。
徳島県徳島市を除く各県の県庁所在地にはそれぞれ私鉄があり、松山市と高知市には路面電車が健在である。なお、四国内には地方公営企業の経営による鉄道は現在存在しない。

## 鉄道事業者

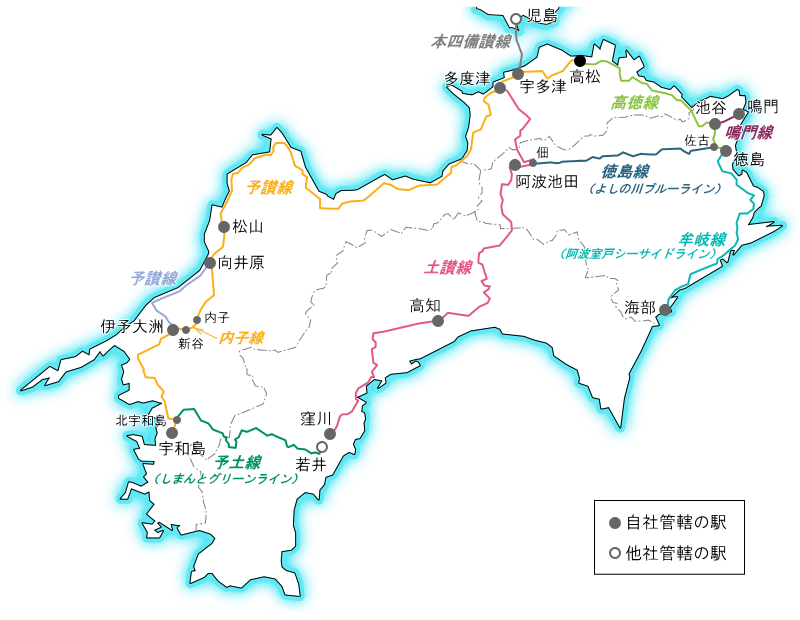
四国旅客鉄道

2016年現在、島内で旅客輸送を行っている鉄道事業者は次のとおり（五十音順）。
JRグループ
- 四国旅客鉄道

第三セクター鉄道
- 阿佐海岸鉄道
- 土佐くろしお鉄道

その他私鉄
- 伊予鉄道
- 四国ケーブル
- 高松琴平電気鉄道
- とさでん交通（旧・土佐電気鉄道）

## 歴史

### 鉄道国有法施行まで
四国島内で最初の鉄道は1888年（明治21年）10月28日に松山（現松山市） - 三津間で開業した伊予鉄道である。日本国内では4番目の私鉄であった。なお、現在まで存続している鉄道会社としては阪堺鉄道（現在の南海電気鉄道の源流）につぎ2番目に古い。
翌1889年（明治22年）5月23日に讃岐鉄道が丸亀 - 琴平間を開業した。これが現在のJR四国線の始まりとなる。讃岐鉄道は1897年（明治30年）に高松まで延長し、のちの宇高連絡船 - 瀬戸大橋線に繋がる本四間連絡の始まりとなる岡山 - 高松間の讃岐汽船航路との連絡運輸を開始した。ただし当初は鉄道会社による船舶運航はなく、現在の山陽本線となる路線を経営していた山陽鉄道によって岡山・高松間の航路が開かれたのは1903年（明治36年）のことである。なお、讃岐鉄道は1902年（明治35年）に女性給仕を登用した食堂車（喫茶室）の営業を開始している。
その後1904年（明治37年）に山陽鉄道が讃岐鉄道を買収したが、その2年後には山陽鉄道そのものが鉄道国有法により国有化され、高松 - 琴平間が四国で初めての国鉄線となった。
一方、1899年（明治32年）の徳島 - 鴨島を皮切りに、吉野川沿いに路線を延ばしていた徳島鉄道（現・徳島線）の徳島 - 船戸（現在は廃止）間が1909年（明治42年）に国に買収された。鉄道国有法によって国鉄となったのはこの2路線だけである。

### 島内路線網の建設
1892年（明治25年）に制定された鉄道敷設法（旧法）の予定鉄道線路には、四国について「香川県下琴平ヨリ高知県下高知ヲ経テ須崎ニ至ル鉄道」「 徳島県下徳島ヨリ前項ノ線路ニ接続スル鉄道」 「香川県下多度津ヨリ愛媛県下今治ヲ経テ松山ニ至ル鉄道」の3つの路線が記されていた。しかし、その建設の進捗は遅く大正末年になっても各県庁所在地同士を結ぶ路線は皆無という状態であった。このため、愛媛県や徳島県では地元資本によって拠点都市とその周辺を結ぶ私鉄が建設された。松山市付近で周密な路線網を形成した伊予鉄道を始め、愛媛鉄道、宇和島鉄道、阿波電気軌道→阿波鉄道、阿南鉄道がそれである。これらの路線は伊予鉄道を除いて国に買収され、島内を結ぶ路線網に組み込まれた。
一方、高知・松山・高松といった都市では軌道法に基づく路面電車の建設も1904年の土佐電気鉄道伊野線を皮切りに進められていった。松山では松山電気軌道が既存の伊予鉄道の路線と激しい乗客の争奪戦を展開し、最終的に松山電気軌道が伊予鉄道に買収される形で幕を閉じた。高松では今日の高松琴平電気鉄道志度線・高松琴平電気鉄道長尾線の前身に当たる路線が1910年代に開業している。
四国と本州を結ぶ鉄道連絡船は、山陽鉄道が岡山の三蟠港と高松港、および尾道港と多度津港の間に就航させていた。しかし、岡山・高松航路は岡山側の港までのアクセスに難があり、改善が求められていた。このため、1910年（明治43年）に宇野線が開業するとともに従来の2つの航路に代わって宇高連絡船が就航することとなる。宇高連絡船は以後80年の長きにわたって四国と本州を結ぶ役割を担った。これとは別に、大阪と徳島の小松島港の間の汽船を運航していた阿波国共同汽船が、港から徳島市へのアクセスのため、1913年（大正2年）に小松島港から徳島までの鉄道を開業させた。ただし、当初より運行は国鉄に委託されており、1917年（大正6年）には国に買収された。
県庁所在地間の連絡は1927年（昭和2年）の高松・松山間の讃予線（現・予讃線）の開通によってようやく実現することになる。高松と徳島の間の高徳線は1935年（昭和10年）3月に全通した。急峻な四国山地を越える高知との間の鉄道は、高知側を飛び地のような形で建設した後に中間の区間の建設が進められ、高徳線より8ヶ月後の1935年（昭和10年）11月に土讃線が徳島・香川両県とつながることになった。これにより、宇高連絡船の窓口である高松と他の県庁所在地が鉄道で直結されることとなり、四国島内の国鉄路線は、高松と各県を結ぶ列車を中心として運行されるようになった。ただし、戦前においては料金の必要な急行列車は四国には設定されなかった。
その後も県庁所在地よりも先を目指して路線の建設は続けられ、予讃線が宇和島までつながったのは、太平洋戦争の敗戦の年である1945年（昭和20年）、土讃線が窪川まで達したのは戦後の1951年（昭和26年）のことである。予讃線の宇和島開業により、国鉄の旅客営業路線としては最後の「飛び地区間」だった宇和島線（現・予讃線卯之町駅・宇和島駅間および予土線北宇和島駅・吉野生駅間）が他の国鉄の鉄道路線と結ばれることになった。
昭和初期には電鉄ブームに乗って、当時全国的な観光地であった金刀比羅宮への鉄道として琴平電気鉄道（現・高松琴平電気鉄道琴平線）と琴平急行電鉄が相次いで開通し、既存の国鉄土讃線、琴平参宮電鉄を加えて4つの鉄道が琴平に乗り入れるという珍しい状況も出現した。しかし、戦争中に琴平急行電鉄は不要不急線に指定されて1944年に休止し、そのまま1954年に廃止となっている。また、不要不急線としてはこのほかに琴平電鉄塩江線（旧・塩江温泉鉄道）が1941年（昭和16年）に廃線となった。
戦争中には戦時統合で、高松周辺の電鉄が高松琴平電気鉄道に、土佐電気鉄道は安芸までの路線を運行していた高知鉄道と合併し、四国島内の私鉄は高松琴平電気鉄道・琴平参宮電鉄・伊予鉄道・土佐電気鉄道の4社と、財閥資本下で統合対象外とされた住友別子鉱山鉄道にまとめられた。

### 戦後の展開
第二次世界大戦後の1946年（昭和21年）には宇高連絡船の輸送力不足を解消するため仁方駅（広島県呉市）と堀江駅（愛媛県松山市）を結ぶ仁堀連絡船の運航が開始され、本州と四国は東西2本の国鉄航路で結ばれることになった。
1947年（昭和22年）6月には予讃本線・土讃本線に料金の必要な準急列車が設定され、四国で初めての料金の必要な優等列車が運行されることになった。宇高連絡船を介した本州との連絡を最優先とする列車の運行体系は戦後も維持され、徐々に優等列車の運行が増やされていった。1950年（昭和25年）10月のダイヤ改正では、客車を連絡船に積み込んでそのまま直通させる形で、大阪 - 松山・須崎間の直通準急が設定された。この直通運行は、1955年（昭和30年）5月に発生した紫雲丸事故により中止されることになった。
一方、小松島線が通じていた小松島港の対岸にあたる和歌山港には1956年に南海電気鉄道が線路を延ばし、これに合わせて南海汽船（現・南海フェリー）が航路運行を開始したことで、鉄道と船舶による新たな本四連絡ルートが誕生した。
四国には国鉄の電化区間が全く存在せず、使用された機関車も8620形とC58形で間に合う程度の輸送量でしかなかった。石炭供給体制にも不利な立地条件でもあることから、戦後内燃機関を動力とするディーゼル機関車や気動車が実用化されると千葉鉄道管理局とともに無煙化モデル地域に指定され、積極的に輸送の近代化を図った。そのため蒸気機関車の淘汰が早く、1970年（昭和45年）3月限りで全廃されている（最後まで残ったのは牟岐線・鳴門線・内子線）。また、長らく設定のなかった特急列車についても、1972年（昭和47年）3月15日の山陽新幹線の岡山開業にあわせて実施されたダイヤ改正で予讃本線系統に「しおかぜ」、土讃本線系統に「南風」がいずれもキハ181系気動車によって設定された。
1922年（大正11年）に制定された改正鉄道敷設法では四国にも複数の予定路線が記されているが、戦後熱心に推進されたのは、四国を一周する鉄道路線と、本州と四国を結ぶ鉄道路線である。前者は徳島と高知を結ぶ阿佐線、高知と愛媛を結ぶ予土線・中村線・宿毛線として建設が進められた。このうち予土線は1974年（昭和49年）に全通した。中村線の窪川 - 中村間は1970年に開通し、宿毛線のうち中村 - 宿毛間の建設が日本鉄道建設公団によっておこなわれた。阿佐線は牟岐 - 海部が牟岐線として1973年（昭和48年）に開通し、引き続き残りの区間の建設が進められた。このうち、高知県側の後免 - 安芸間には土佐電気鉄道安芸線が運行されていたが、土佐電気鉄道は赤字路線となっていた安芸線を阿佐線建設用地として提供する形で1974年に廃止している。
一方、塩飽諸島や淡路島を経由する形で本州との間に架橋する構想は明治時代から存在していたが、技術的な困難や軍事的な理由（明石海峡への架橋に対しては軍の反対があった）から具体化しなかった。しかし、1950年代に鉄道敷設法にこれらの区間が追加され、さらに上記の紫雲丸事故によって海難の心配のない架橋が強く望まれることになる。1970年（昭和45年）に本州四国連絡橋公団が設立されて構想が具体的に動き出した。折から制定された全国新幹線鉄道整備法の影響を受けて、1973年（昭和48年）の基本計画では明石・鳴門ルートは新幹線単独、児島・坂出ルートは在来線・新幹線併用での架橋が決定した。同じ1973年には建設を開始すべき新幹線鉄道の路線を定める基本計画にそれぞれの架橋ルートを経由する四国新幹線・四国横断新幹線という二つの新幹線計画も盛り込まれた。しかし、その直後に発生した第一次石油ショックに伴う総需要抑制策によって、これらの計画は凍結されることになった。
四国の私鉄はその大半が都市周辺の路線であったため、戦後において大規模な路線の廃止は見られなかった。廃止となったのは上記の土佐電気鉄道安芸線に加え、モータリゼーションの影響を受けた琴平参宮電鉄が1963年（昭和38年）に廃止となったほか、乗客の減少を理由として1965年に廃止された伊予鉄道森松線がある程度である（屋島ケーブルは2005年に廃線）。非電化区間を残していた伊予鉄道は1960年代に全線の電化を完成させ、四国の私鉄はすべて電車で運行されるようになった。高松琴平電気鉄道は1960年代までは観光路線としての側面を強く持っていたが、次第に地域輸送へと軸足を移した。また国鉄の赤字83線に指定された徳島県の鍛冶屋原線は1972年（昭和47年）に廃止となり、国鉄バスに転換された。
建設が続けられていた四国一周鉄道も、国鉄の財政悪化に伴う国鉄再建法の制定によって1980年（昭和55年）に建設が凍結された。この状況下にあって、伊予市と内子を結ぶ内山線は、予讃本線のバイパスとして輸送量が見込めることと、海岸沿いを経由する既存の予讃本線が地滑り災害の多発地帯で危険性が高いという二つの理由から工事が続行され、1986年（昭和61年）に完成して予讃本線に組み込まれた。小松島線と中村線は国鉄再建法で廃止対象とされる特定地方交通線に指定され、小松島線は1985年（昭和60年）に廃止、中村線は1988年（昭和63年）に土佐くろしお鉄道に移管された。建設が凍結された路線のうち、阿佐線の一部と宿毛線（中村 - 宿毛間）は、後に阿佐海岸鉄道および土佐くろしお鉄道として開業している。
この間、1982年（昭和57年）には仁堀連絡船が赤字を理由に廃止されており、本四間の鉄道連絡船は再び宇高連絡船に一本化された。
国鉄の分割民営化が決まった1986年（昭和61年）11月のダイヤ改正では、四国向けに製造されたキハ185系気動車が導入されて特急が増発され、すでに全国的には珍しかった急行列車中心の優等列車の運行体系が特急中心に変更された。さらに分割民営化を目前に控えた1987年（昭和62年）3月には、予讃本線の高松 - 坂出間と多度津 - 観音寺間、土讃本線の多度津 - 琴平間が電化され、四国の国鉄路線に初めて電車が走ることになった。これらの施策は、民営化後の経営基盤の脆弱な四国に対する先行投資であった。
本四連絡橋のうち、児島・坂出ルートは1978年（昭和53年）に建設が再開され、当面は在来線での運行が決定したが、その開業は国鉄の民営化から1年後の1988年（昭和63年）4月10日のことである。この開業により宇高連絡船は高速艇を除いて廃止され、その高速艇も1990年（平成2年）に航路休止（正式な廃止は翌年）となり、本四間の鉄道連絡船の運航に終止符が打たれた。
これ以後の歩みについては各鉄道事業者の記事を参照されたい。